# Chandpur (Bijnor, Uttar Pradesh)
Chandpur ist eine Stadt im indischen Bundesstaat Uttar Pradesh.
Chandpur liegt in der nordindischen Ebene 120 km nordöstlich der Bundeshauptstadt Neu-Delhi im Distrikt Bijnor. Der Ganges strömt 20 km westlich der Stadt nach Süden.
Chandpur besitzt als Stadt den Status eines Nagar Palika Parishad. Die Stadt ist in 25 Wards gegliedert. Beim Zensus 2011 hatte Chandpur 83.441 Einwohner.